# 金魚涙。
「金魚涙。」（きんぎょなみだ）は、2018年5月30日にビーイングから発売の蓮花の4枚目のシングル。

## 解説
アニメ「信長の忍び～姉川･石山篇～」主題歌。この表題曲は切なさの中に強さを秘め、歌声が救いを感じさせる。
シングルに付属するDVDには、2016年10月に東京・六本木クラップスで行われた初のワンマンライブ「蓮花～Live Voice#0～」より3曲収録される。

## 収録曲
全作詞：蓮花

### 初回限定盤
CD
1. 金魚涙。
作曲・編曲：永見和也 strings Arrangement：池田大介
2. Rainy day...
作曲：Miss-art、ツカダタカシゲ 編曲：ツカダタカシゲ
3. jewelry☆
作曲：目黒良子 編曲：豊田稔
4. Gemini ～brilliant blue remix～
作曲：田熊知存 編曲：吉田崇

DVD
＜蓮花～Live Voice#0～＞
1. Gemini
2. Don’t Cry
3. 笑顔の影